# 廖秀冬
廖秀冬，GBS，MBE，JP（1951年12月25日—），曾任香港環境運輸及工務局局長（2002年8月1日—2007年6月30日）。在2001年加入北京奧組委，擔任環境顧問。而由於環境運輸及工務局局長是香港政府最高架構三司十一局的一部份，所以其當時亦自動成為行政會議成員之一。廖秀冬本身亦是一位環保人士，曾居於北京。

## 背景
廖秀冬在1956年9月之前就讀香港島天后金龍台興華學校（幼稚園部），1957年及1963年畢業於九龍塘學校（幼稚園部，同屆同學尚有銀行家王冬勝）及九龍塘學校（小學部），1963年入讀拔萃女書院，並於1970年中七畢業。她於1969年入讀中六預科時曾參加第21屆香港校際音樂節中提琴獨奏賽事（首次參與）。

## 簡歷

### 早期工作
廖秀冬於1988年創立一環境顧問公司，為政府、學校及建築師、發展商等私人機構提供對環保事項的專業意見。1997年，其公司更與一間國際工程顧問公司合併而開始涉及中國內地和台灣方面的範疇。2001年北京申辦2008年奧運會，廖秀冬獲聘為奧運會申辦委員會的環保專家及代表，負責為北京申辦奧運陳述環保狀況的部份。曾經有人認為北京成功申奧，廖秀冬有不少功勞。她亦曾任西圖集團中國區總經理，負責管理環境及基建工程。2002年7月，當時的行政長官董建華推行高官問責制，委任廖秀冬出任環境運輸及工務局局長。
廖秀冬一直積極參與推動環境保護的工作，包括參與香港多個民間環保團體，亦曾協助主持多個國際環保會議。1988年至1992年，曾出任香港工程師學會環境分部理事。

### 加入政府
廖秀冬在2002年8月1日宣誓就任環境運輸及工務局局長。是次是由於前行政長官董建華在其成功連任後，大幅改組政府架構而推行的高官問責制。依照局長及署長級官員需備受政治壓力下到立法會推銷及解釋政策，並接受議員質詢，當時廖秀冬成為局長中陌生的名字之一。最初，有人質疑廖秀冬環保人士出身，對該局另外兩個主要工作運輸及工務方面均不了解。作為環境運輸及工務局局長亦負責監察八個行政部門的運作，包括建築署、土木工程拓展署、渠務署、機電工程署、環境保護署、路政署、運輸署和水務署，工作範圍的確非常廣泛。
廖秀冬上任後不久提出「公共交通可加可減機制」以減輕市民的交通開支，一度令其在民意調查中取得局長中首位。可是，雖然取得各大公共交通營運商的支持，但就調低實際票價和為乘客提供其他優惠上沒有取得很大進度，主要營運商均以營運開支不斷增加、油價上升或只提供小優惠。廖秀冬亦主動就兩鐵合併（地鐵有限公司和九廣鐵路公司合併）一事提出磋商，希望在在此事上為公共交通再謀減價空間。
經過公共交通工具未有預期減價，東區海底隧道加價談判失敗，香港的士司機反對下試行減價，加強對小巴衝紅燈的違例駕駛的處罰及一些嚴重交通事故特別是2005年「太子道棚架倒塌事件」均令其支持度有所下滑。2006年廖秀冬又繼續面對香港電燈加價，客貨車非法載客令的士司機收入減低，石油汽站加價等事件先後引發的士、小巴多次慢駛示威行動，對廖秀冬造成不少壓力。不過，其支持度仍高居眾高官中的前列位置。
參看：香港大學民意網站 (HKU POP)
此外，廖秀冬自上任以來便倡議討論建築港珠澳大橋的可行性，並與中央人民政府、廣東省政府和澳門特區政府等相關部門交涉。亦就廣深港高速鐵路、香港10號幹線等香港未來主要工程進行規劃。
廖秀冬在環保項目方面建議“污染者自付”原則，考慮效法台北市等地徵收垃圾費。目前垃圾費雖仍不在政府目標中，但已在2004年率先港島東區13個屋苑試行家居廢物源頭分類試驗計劃。但就工商業排放的垃圾，正在研究制定相關法例，針對建築物癈料的收費計劃。廖秀冬就淨化海港計劃第二期推出了新的自然保育政策，並對公眾進行諮詢。關於空氣質素方面，廖秀冬積極推進珠江三角洲空氣質素管理計劃，以改善香港空氣污染狀況。有關計劃目標在2010年以前，有效減少珠三角地區的空氣污染物排放量。另一方面，廖秀冬亦積極推動香港與中國內地發電廠之間進行排污交易試驗計劃及考慮全面以天然氣代替煤為發電燃料。日常生活上，廖秀冬曾提出巴士冷氣過凍浪費電力，並建議提高至攝氏25度的水平，又鼓勵市民買報紙時減少拿取膠袋及紙巾。
2006年，廖秀冬對九廣鐵路發生的幾件事故包括「飛站事件」表示關注及斥責機構高層監管不力。

## 個人檔案

### 教育
廖秀冬小學就讀於九龍塘學校(小學部),中學就讀於拔萃女書院，其後於香港大學先後取得學士學位(化學及植物學)、碩士學位(無機化學)、博士學位(環境/職業健康)。1975年，英國伯明翰大學亦曾頒發碩士學位(分析化學)予廖秀冬。
中學時期的廖秀冬曾加入小交響樂團，並在當時認識後來的丈夫蕭炯柱。大學時在1970年加入聖約翰學院，並在1971-1972年度擔任女子體育隊長，並成為最佳女運動員。

### 家庭
廖秀冬的胞兄為廖約克博士，為哈佛校友，身任多項公職。
廖秀冬的前夫為前規劃地政司蕭炯柱，二人育有兩名兒子。次子蕭偉中年幼時曾患「讀寫困難症」，由於廖秀冬童年亦曾得此病，所以對兒子的問題特別關心。蕭偉中曾創辦音樂中心。參看：「寫讀病」相傳母子兩心知
廖秀冬是鋼琴高手，前夫蕭炯柱則是小提琴高手。

## 公職
- 消費者委員會研究及試驗小組主任（1988年～1996年）
- 職業安全健康局成員（1990年～1992年）
- 香港房屋委員會建築小組委員會委員（1996年～2000年）
- 香港中央政策組非全職顧問（1999年～2001年）
- 環境運輸及工務局局長 (2002年~2007年)
- 空氣污染管理上訴委員會委員
- 大學教育資助委員會委員
- 創新及科技基金轄下評審小組成員

## 榮譽
- 英國皇家化學院院士（1995年）
- 香港工程師學會院士（1996年）
- 香港大學土木工程系榮譽教授
- 英帝國員佐勳章（1997年）
- 太平紳士（1994年）
- 金紫荊星章（2007年）